# Ramsko jezero
Ramsko jezero umjetno je akumulacijsko jezero na rijeci Rami u Prozor-Rami, na sjeveru Hercegovine. Jezero se nerijetko svrstava među najljepša jezera u Europi.
Stvoreno je 1968. godine. Najveća dužina je 12 kilometara, površina oko 1500 ha, najveća dubina oko 95 metara, dok su oscilacije vode i do 55 metara.
Jezero se nalazi u gornjeramskoj kotlini, na području općine Prozor, Rama. Smješteno je oko 70 km sjeverno od Mostara i 110 km zapadno od Sarajeva. Hidroakumulacija je izgrađena na rijeci Rami 1968. godine. Ima površinu od 15,5 km2, površinu slivnog područja od 550 km2, zapreminu akumulacijskog bazena od 487 hm3, te zapreminu korisne akumulacije od 466 hm3. Srednji je protok 34 m3/sek, a instalirani protok 6 m3/sek. HA Rama je visokotlačno akumulacijsko derivacijsko postrojenje. 
Područje je ograničeno strmim vijencem planinskih masiva Raduše, Makljena, Ljubuše i Vrana. Slivno područje predstavlja sam početak Jadranskog slijeva, pa je voda koja dolazi u jezero izrazito čista i izvrsne kakvoće. Glavni vodni tok čini rijeka Rama, koja izvire iz dva snažna vrela jugozapadno od naselja Varvara. Lijevo vrelo je stalno, i naziva  se ljetnim vrelom. Uzvodno nalazi se zimsko vrelo koje se aktivira zbog velikih padalina i otapanjem snijega. Nizvodno, glavnu količinu vode Rama dobiva iz krških vrela Buk i Krupić koji su desne pritoke Rame. Buk i Krupić su danas ispod površine jezera, a u vrijeme većih padalina i otapanja snijega pojavljuju se i imaju kratak tok. S lijeve strane ulijevaju se potoci Brodac, Slatina i Sopot, čiji se izvori ne potapaju ni u vrijeme maksimalne kote. Uz rijeku Ramu, cijelim tokom nalazi se više izvora koji po količini vode nisu od velikog značaja. Uz njih, pojavljuje se još nekoliko povremenih vrela, a sva zajedno, mala vrela čine oko 10% ukupnog protoka Rame. Udio Krupića u protoku je 40 % u vrijeme visokog, a 47 % u vrijeme niskog vodostaja. Buk daje 26 % u vrijeme visokog, te 41 % za niskog vodostaja. Ova dva vrela izviru iz dubokih vodonosnika, a vrelo Rame u protoku je 6 % u vrijeme niskog vodostaja i po mišljenju stručnjaka pod utjecajem je taloga. Svi vodotoci uvijek imaju kratak tok, te nema mogućnosti zasipanja niti zamućenja. Rama je najznačajnija pritoka rijeke Neretve u koju se, posredstvom Jablaničkog jezera, ulijeva u mjestu Gračac, petnaest kilometara uzvodno od Jablanice. 

## U umjetnosti
Ramsko je jezero poslužilo kao nadahnuće brojnim umjetnicima (fotografima, glazbenicima, likovnim i filmskim umjetnicima):
- Pjevač Marko Bošnjak snimio je spot za pjesmu Spokojan.[2]
- Pjevač Dženan Lončarević na Ramskom je jezeru snimio spot za pjesmu Ne vraća se ljubav nikad.[3]
- Pjevačica Džejla Ramović snimila je spot za pjesmu Potraži me.[4]
- Portugalski redatelj André Gil Mata snimao je film Drvo (A Árvore) na Ramskom jezeru i na području općine Prozor-Rama. Film je objavljen 2018. godine.[5]
- Vokalni sastav Sinovi Hercegovine snimio je pjesmu Ramsko jezero.[6]

## Vanjske poveznice
|  | Zajednički poslužitelj ima još gradiva o temi Ramsko jezero |